# Poul Richard Høj Jensen
Poul Richard Høj Jensen, född den 2 juni 1944 i Köpenhamn, är en dansk seglare.
Han tog OS-guld i soling i samband med de olympiska seglingstävlingarna 1980 i Moskva.